# Aisha Rateb
Aisha Rateb (22 tháng 2 năm 1928 – 4 tháng 5 năm 2013) là một nhà luật sư, chính trị gia người Ai Cập, và nữ đại sứ đầu tiên của quốc gia này. Bà từng là một giáo sư luật quốc tế tại Đại học Cairo.

## Tiểu sử
Rateb được sinh ra ở Cairo trong một gia đình trung lưu, có học thức. Khi học đại học, ban đầu bà học văn học tại Đại học Cairo, nhưng đã chuyển sang ngành luật chỉ sau một tuần học. Rateb tốt nghiệp Đại học Cairo năm 1949, đến Paris một thời gian ngắn để học thêm và sau đó nhận bằng tiến sĩ luật năm 1955.
Rateb nộp đơn xin trở thành thẩm phán của Conseil de'Etat (cơ quan tư pháp cao nhất ở Ai Cập) vào năm 1949, và bị từ chối vì là phụ nữ. Thủ tướng thời đó, Hussein Serri Pasha, nói rằng có một thẩm phán nữ là "chống lại truyền thống của xã hội". Bà đã kiện chính phủ với lý do quyền hiến định của mình bị vi phạm. Vụ kiện của bà là vụ kiện đầu tiên như vậy ở Ai Cập, và khi bà thua kiện, người đứng đầu Hội đồng Nhà nước, Abdel-Razek al-Sanhouri thừa nhận rằng cô thua chỉ vì lý do chính trị và văn hóa, chứ không phải chiếu theo luật pháp Ai Cập hoặc sharia. Vụ kiện và ý kiến bằng văn bản của al-Sanhouri khuyến khích những người phụ nữ khác làm theo, mặc dù không ai trở thành thẩm phán cho đến năm 2003, khi Tahani al-Gebali được bổ nhiệm làm thẩm phán. Năm 2010, thủ tướng Ai Cập đã ra lệnh xem xét lại quyết định gần đây chống lại việc cho phép các thẩm phán nữ. Vào tháng 7 năm 2015, 26 phụ nữ cuối cùng đã tuyên thệ nhậm chức thẩm phán.
Rateb là thành viên của Ủy ban Trung ương của Liên minh Xã hội Ả Rập năm 1971, nơi bà đã giúp viết hiến pháp mới cho Ai Cập. Trong tất cả các thành viên của ủy ban, bà là người duy nhất phản đối "quyền lực đặc biệt mà Hiến pháp trao cho tổng thống Anwar Al-Sadadkhi đó ".
Sau đó, bà giữ chức Bộ trưởng Bộ Bảo hiểm và Xã hội từ năm 1974 đến 1977, và là người phụ nữ thứ hai giữ vị trí đó. Trong thời gian này, bà đã thông qua các cải cách cho phụ nữ trong nước, bất chấp những can thiệp của các lãnh tụ phái chính thống tìm cách hủy hoại danh tiếng của bà. Rateb còn đặt ra các hạn chế đối với chế độ đa thê và đảm bảo rằng ly hôn chỉ hợp pháp nếu được chứng kiến bởi một thẩm phán. Bà cũng giúp đỡ những người nghèo, và thông qua một đạo luật để giúp đỡ người khuyết tật. Khi chính phủ dỡ bỏ trợ cấp cho các mặt hàng thiết yếu, một động thái sẽ ảnh hưởng đến những công dân nghèo nhất ở Ai Cập, bà đã từ chức để phản đối vào năm 1977 giữa lúc phong trào biểu tình đòi bánh mì.
Năm 1979, Rateb được bổ nhiệm làm đại sứ nữ đầu tiên của Ai Cập , đầu tiên tại Đan Mạch từ 1979 đến 1981 và Cộng hòa Liên bang Đức từ 1981 đến 1984.
Rateb đã chỉ trích cựu tổng thống Ai Cập Hosni Mubarak vì bà cảm thấy rằng nền cai trị của Mubarak đã tạo ra sự chia rẽ lớn hơn giữa người giàu và người nghèo.
Bà đã qua đời ở Giza sau khi bị cơn ngừng tim đột ngột vào năm 2013.